# Tswelopele
Tswelopele (officieel Tswelopele Local Municipality) is een gemeente in het Zuid-Afrikaanse district Lejweleputswa.
Tswelopele ligt in de provincie Vrijstaat en telt 47.625 inwoners.

## Hoofdplaatsen
Het nationaal instituut voor de statistiek, Stats SA, deelt sinds de census 2011 deze gemeente in in 6 zogenaamde hoofdplaatsen (main place):
Bultfontein • Hoopstad • Phahameng • Sandveld • Tikwana • Tswelopele NU.